# Trachelopachys cingulipes
Trachelopachys cingulipes là một loài nhện trong họ Trachelidae.
Loài này thuộc chi Trachelopachys. Trachelopachys cingulipes được Eugène Simon miêu tả năm 1886.